# Xuân Hiệp, Trà Ôn
Xuân Hiệp là một xã cũ thuộc huyện Trà Ôn, tỉnh Vĩnh Long, Việt Nam.

## Địa lý
Xã Xuân Hiệp nằm ở phía đông huyện Trà Ôn, có vị trí địa lý:
- Phía đông và nam giáp huyện Vũng Liêm
- Phía tây giáp xã Hòa Bình và xã Nhơn Bình
- Phía bắc giáp huyện Tam Bình.

Xã Xuân Hiệp có diện tích 19,46 km², dân số năm 1999 là 9.838 người, mật độ dân số đạt 506 người/km².

## Hành chính
Xã Xuân Hiệp được chia thành 8 ấp: Hồi Lộc, Hồi Phước, Hồi Thành, Hồi Thạnh, Hồi Thọ, Hồi Trinh, Hồi Tường, Hồi Xuân.

## Lịch sử
Ngày 6 tháng 12 năm 2019, Hội đồng Nhân dân tỉnh Vĩnh Long ban hành Nghị quyết 228/NQ-HĐND về việc:
- Sáp nhập một phần ấp Hồi Xuân vào một phần ấp Hồi Tường
- Sáp nhập một phần ấp Hồi Tường và sáp nhập một phần ấp Hồi Thành vào toàn bộ ấp Hồi Phước
- Sáp nhập một phần ấp Hồi Thành vào một phần ấp Hồi Thọ
- Sáp nhập một phần ấp Hồi Thọ vào một phần ấp Hồi Lộc
- Sáp nhập một phần ấp Hồi Lộc vào toàn bộ ấp Hồi Thạnh.